# Список персонажів телесеріалу «Світлячок»
Це список персонажів всесвіту телесеріалу Світлячок.

## Основні персонажі
| Персонажі                                             | Статус | Опис | Актори          |
| ----------------------------------------------------- | --- | --- | --------------- |
| Мел (Малкольм) Рейнолдс Malcolm 'Mal' Reynolds        | Капітан «Сереніті» і колишній сержант армії Незалежних, що брав участь в битві за долину Сереніті, поворотною точкою Війни за Незалежність. | Про капітана відомо небагато — те, що він розповідає про своє минуле, нічим не видає його характер (який сам по собі — загадка). Малькольм розповідає, що виріс на ранчо, під наглядом матері і найманих робітників. Єдині сцени, в яких нам показують його минуле, відносяться до Війни за Незалежність, де він і Зої билися на стороні незалежних, або «коричневих» (за кольором форми). У нього є звичка в День Об’єднання (роковини закінчення битви в долині Сереніті) відвідувати лояльні Альянсу бари і влаштовувати бійки з відвідувачами (епізод Train Job). Характер Мела повний суперечностей. Він постійно б’ється зі своїми внутрішніми демонами, і його справжня особистість залишається до певної міри загадкою. | Натан Філліон   |
| Зої Еллейн Вошборн Zoë Alleyne Washburne              | Перший помічник на «Сереніті», вірна подруга капітана Рейнольдса з часів війни і дружина Воша.                                              | Вош називає її «жінкою-воїном», і вона дійсно вміє чудово битися та володіє багатьма видами зброї. Її минуле невідоме, окрім того, що вона служила під командуванням Мела під час війни. Вона проявляє до капітана майже безмежну відданість, якщо не враховувати шлюбу з Вошем, якому Малкольм, схоже, намагався перешкодити. | Джина Торрес    |
| Вош (Гобан Вошборн) Hoban 'Wash' Washburne            | Пілот «Сереніті» і не дуже героїчний чоловік Зої.                                                                                           | Вош із ревнощами ставиться до «бойової дружби» своєї дружини з капітаном: в епізоді «War Stories» він відмовляється відпускати Зої на місію з капітаном, а зайнявши її місце, він скоро виявляється вимушений про це пошкодувати — його і Мела захоплює в полон і піддає тортурам Аделай Нішка (Adelai Nishka), король злочинного світу, якому вони встигли перейти дорогу в ранішому епізоді «The Train Job». Про його минуле відомо більше, ніж про будь-якого іншого героя, але все одно ми знаємо мало. Він пішов вчитися на пілота, щоб побачити зірки, які не були видні з поверхні його рідної забрудненої понад міру планети. До команди «Сереніті» він приєднався, незважаючи на те, що його активно звали до себе і респектабельніші працедавці. | Алан Тудик      |
| Інара Серра Inara Serra                               | Компаньйонка (куртизанка або гейша XXVI століття).                                                                                          | Інара, як і її товарки часів Відродження, посідає досить високе положення в суспільстві. Її присутність на борту «Сереніті» забезпечує кораблю і команді той ступінь законності і соціальної прийнятності, яка була б недосяжна без неї. У них з Мелом напружені відносини, і їхні невисловлені романтичні відчуття один до одного відіграють істотну роль у декількох епізодах. Можливо, Інара віддзеркалення серця Мела; за її відсутності на кораблі Мел має куди похмуріший вигляд (наприклад, у першій половині фільму «Місія: Сереніті»). Вона орендує один з двох шаттлів «Сереніті». | Морена Баккарін |
| Джейн Кобб Jayne Cobb                                 | Найманець, головний боєць Сереніті. | Кобб приєднався до команди, коли Мел запропонував йому велику частку в здобичі і окрему каюту, після чого Джейн застрелив своїх колишніх напарників. Під час операцій він часто виконує роль «основного бійця», і на нього завжди можна покластися в бійці. Він схильний поводитися як простак, який уважає себе розумніше за всіх, але іноді крізь цю маску переглядає гострий розум, що створює враження, що можливо він тільки прикидається дурнем. Як неодноразово говорив Відон, Джейн — це хлопець, який задає запитання, які ніхто більше не хоче задавати. У Джейна суперечливі уявлення про етику: він готовий ради вигоди зрадити тих, хто йому довіряє, але при цьому очевидно соромиться таких поривів. Ще одна суперечність в його характері: незважаючи на те, що він показаний жадібною людиною, готовою на все ради грошей, значну частину свого заробітку він посилає додому матері. | Адам Болдвін    |
| Кейлі (Кейвінніт) Лі Фрай Kaywinnet Lee 'Kaylee' Frye | Механік корабля | У Кейлі немає спеціальної освіти або підготовки (епізод «Out of Gas»), але вона підтримує «Сереніті» в робочому стані завдяки інтуїтивному дару розбиратися в роботі різних механізмів. Безтурботна і балакуча Кейлі закохується в доктора Саймона Тема. Кейлі — душа корабля: за словами Джосса Відона, якщо Кейлі в щось вірить, значить, це неодмінно здійсниться. Сліди присутності Кейлі і її особи видно на кораблі неозброєним оком, починаючи від кольорових узорів на стінах кают-компанії і закінчуючи табличкою на дверях її каюти. Кейлі часто виступає в ролі «молодшої сестрички» Мела і, очевидно, служить утіленням його совісті. | Джуел Стейт     |
| Саймон Тем Simon Tam                                  | Лікар, дослідник і першокласний хірург-травматолог                                                                                          | Саймон Тем закінчив найкращу медичну школу на планеті в числі трьох відсотків найвидатніших учнів, але був вимушений переховуватися після того, як викрав свою сестру Рівер з урядового дослідницького центру. Й ого невмілі спроби зав'язати стосунки з Кейлі впродовж усього серіалу є одною з другорядних сюжетних ліній, що найчастіше повторюються, але щоразу він сам мимоволі встає на шляху власних романтичних бажань. Все його життя визначається турботами про сестру. | Шон Махер       |
| Рівер Тем River Tam                                   | Диво-дитина, чия геніальність не має собі рівних.                                                                                           | Рівер — геніальна дитина із надприродними здібностями, яка стала об'єктом експериментів в руках лікарів Альянсу, і тепер її переслідують галюцинації. Поведінка Рівер непередбачувана і деколи небезпечна. Була контрабандою доставлена братом на борт «Сереніті». Її подорож у пошуках себе червоною ниткою проходить через весь серіал і подальший фільм. Рівер знаходиться в постійному стані війни з власними демонами. Вона бачить і чує те, чого не бачать і не чують інші, і бачить сни наяву про те, що з нею робили в «академії» Альянсу. Думки команди про неї різні: деякі її цінують, Джейн боїться, а останні просто хочуть, щоб вона не лізла в неприємності. | Саммер Глау     |
| Пастор / Дерріал Бук Derrial 'Shepherd' Book          | Священник | Пастор з невідомих причинам має високим статусом у військових силах Альянсу (епізод «Safe»). Впродовж всього серіалу він демонструє незвичайну глибину пізнань в питаннях вогнепальної зброї і злочинної діяльності, наприклад, знає про електромагнітне поле («сітку») (епізод «Our Mrs. Reynolds»). Незважаючи на те, що він представлений глибоко віруючою і релігійною людиною, він майстерно б’ється врукопаш і стріляє, наприклад, може потрапити з рушниці в колінну чашку, стріляючи з руки (епізод «War Stories»). Він також добре орієнтується у світі криміналу. У епізоді «Objects in Space» мисливець за головами Джубал Еарлі говорить про Бука: «Ніякий він не пастор», — тим самим породжує ще більше сумнівів щодо минулого Дерріала Бука. | Рон Гласс       |